# Classificação Internacional de Doenças Oncológicas
A Classificação Internacional de Doenças Oncológicas (CID-O ou ICD-O) é uma extensão específica do domínio da Classificação Estatística Internacional de Doenças e Problemas Relacionados com a Saúde para doenças tumorais.
Atualmente, está em sua terceira revisão (CID-O-3). A CID-10 inclui uma lista de códigos de morfologia. Eles derivam da segunda edição da CID-O (CID-O-2), que era válida no momento da publicação.

## Eixos
A classificação possui dois eixos: topografia e morfologia.

### Morfologia
O eixo morfológico aborda a estrutura microscópica (histologia) do tumor.
Este eixo tem particular importância porque a Nomenclatura Sistematizada de Medicina ("SNOMED") adotou a classificação de morfologia da CID-O. O SNOMED está em constante evolução, e várias versões diferentes estão em uso. Portanto, o mapeamento dos códigos da CID-O para o SNOMED requer uma avaliação cuidadosa para garantir que as entidades sejam de fato correspondências verdadeiras.

### Topografia
O eixo topográfico aborda o local do tumor no corpo. Ele é padronizado com a seção C da CID-10.
Não houve mudanças no eixo topográfico entre a CID-O-2 e a CID-O-3.
Consulte a lista de códigos CID-10 para ver exemplos.

## Classificação Internacional de Doenças Oncológicas, Terceira Edição (CID-O-3)

### Código de Comportamento do 5º Dígito para Neoplasias
- /0 Benigno
- /1 Incerto se benigno ou maligno
  - Malignidade de fronteira
  - Baixo potencial de malignidade
  - Potencial de malignidade incerto
- /2 Carcinoma in situ
  - Intraepitelial
  - Não infiltrante
  - Não invasivo
- /3 Maligno, local primário
- /6 Maligno, local metastático
  - Maligno, local secundário
- /9 Maligno, incerto se primário ou metastático

### Morfologia
- Cancer.gov – overview, inclui ligação para Excel spreadsheet with codes em National Cancer Institute
- Overview em National Cancer Institute
- Word document – malignancies only em National Cancer Institute
- Overview em Hospital Universitário Gießen und Marburg
- Descarregar tabela - versão Alemã Arquivado em 2007-09-26 no Wayback Machine em DIMDI
- Codes na Agência Internacional de Pesquisa em Câncer
- 1st, 2nd, and 3rd editions em wolfbane.com
- List no The National Cancer Registry Ireland
- Lista Arquivado em 2012-02-09 no Wayback Machine na London School of Hygiene & Tropical Medicine